# 中田商店

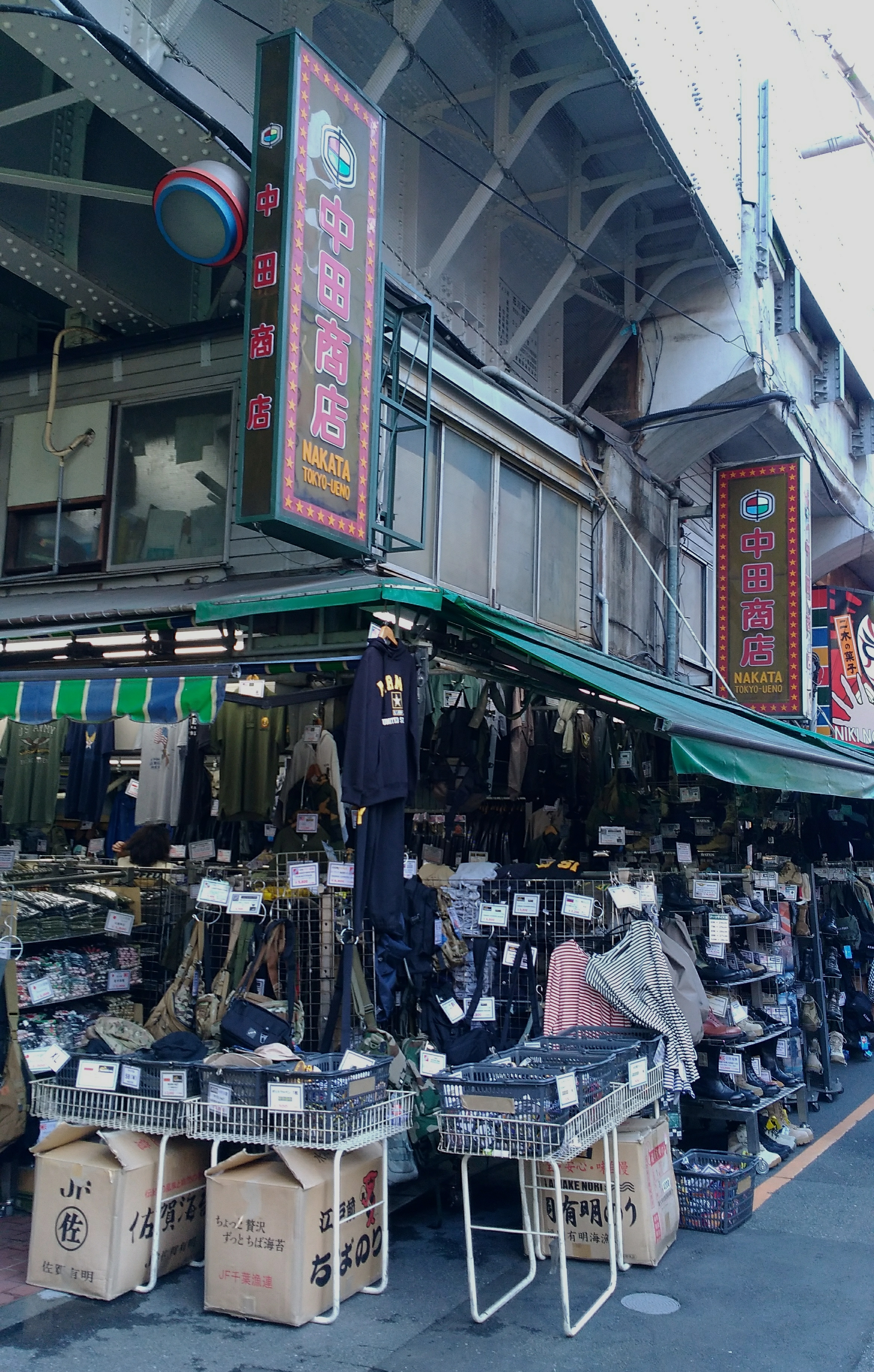
中田商店アメ横店の外観

株式会社中田商店（なかたしょうてん）は東京都台東区のアメヤ横丁にある主に軍装品、革製品などを扱うミリタリーショップ。代表者は中田忠夫（1927年～2019年3月27日 91歳没)。

## 概要
創業者の中田忠夫は1927年（昭和2年）、山口県熊毛郡平生町堅ヶ浜で兼業農家の中田幸槌・そめ夫妻の三男として誕生。1940年（昭和15年）に山口県立柳井商業学校へ進学し柔道部に籍を置く。1944年（昭和19年）に上京して中野区大和町で専門学校の進学手続きを済ませるも、9月以降は連日のように警戒警報が出たために戦争を実感。兵役志願するも徴兵検査においては近眼のため不合格となり、勤労動員された愛知県の中島飛行機にて、日本海軍の艦上攻撃機「天山」や偵察機「彩雲」等の製造に従事する。1945年（昭和20年）2月、華北交通職員募集の新聞広告を見て開封鉄路局に入社。中国に渡航して1か月後の8月15日に終戦の日を迎え、徐州での最後の民間人引揚団体として1946年（昭和21年）4月に博多港に引き揚げた。

翌5月から広島駅前マーケットで旧日本軍の軍服の売買を開始。同年8月には上京、広島で仕入れた軍服を東京で売買を開始。
1947年（昭和22年）、露店商として旧日本軍と進駐軍の横流し品を扱い、広島県呉市に進駐してきたオーストラリア軍から払い下げられたキィウイの靴クリームなどを販売。1950年（昭和25年）に勃発した朝鮮戦争前後までは広島と東京での商売が半々の生活だったが、1952年（昭和27年）9月1日から銀座で露天商を開始。
1956年（昭和31年）に上野アメ横に1坪の店を構え、電気カミソリや万年筆、紳士小物などを最盛期には8台のリヤカーを組織して販売。1960年4月の貿易自由化以降では輸入玩具ヒューブレイのモデルガンを販売し、1962年には日本初となるNAKATA製のモデルガン製作を六人部登と共同企画。1962年（昭和37年）に現在地に移転し、日本のモデルガン業界の草分けとしてヒット商品となるLUGER P-08やWALTHER P-38、TOKAPEBA TT-33等の企画制作・販売をハドソン、国際産業、CMCに提案するなどしたが、70年代のモデルガンの法規制により払い下げ軍用品に力を入れた軍用品のビジネスを開始。
1975年のベトナム戦争終結当時、米軍の補給基地があった沖縄でジャングルファティーグ100,000枚を払い下げで購入。1985年公開の『TOP GUN』の影響でフライトジャケットがブームとなり、1986年にALPHA社のMA-1のBLACKのアメ横店での入荷発売日には200人以上が並び、10時の開店から2時間あまりで1,000枚のMA-1が完売させた。
現代では大日本帝国陸軍、大日本帝国海軍の軍装品の他、アメリカ軍、ヨーロッパ諸国、中国などのミリタリーグッズの現用品やデッドストック、複製品、革ジャンなどの革製品やスカジャンなども扱う。ALPHA、AVIREX、HOUSTONなど米軍のミリタリージャケットやBATESのタクティカルブーツ、台湾のJ-TECHのバッグ類、ポーランドのHELIKONTEX、ロシアのSPLAVのアウトドア系ミリタリー衣料も販売。
「中田忠夫氏の着眼点は10年20年30年と販売できるような高機能、高品質のものを安く提供していくというポリシーが、こんにちの基礎を築いているのではないだろうか」と資料にあるようにミリタリーファッションでは日本随一という声もある一方、創業者が正確な記録を「戦争防止」のために残す戦争博物館の設立を目標に、平和を願うための証として収集した軍装品の数は世界有数となっている。

## 店舗
アメ横店
東京都台東区上野6-4-10
米軍の払い下げ品が中心で、ミリタリー風のシャツ（新品）やバッジ・ステッカー、旧日本軍の軍装品、また軍用のフライトジャケットやライダース、ブーツ等の実用品が多い。アメ横の目立つ所にあるため土産物屋としての趣が強いが、国内・国外のミリタリーマニアの聖地でもある。
御徒町店 ※営業休止中
東京都台東区上野6-2-14
各国の軍装品の実物、払い下げ品、複製品が中心。マニア向けの品揃えで、アメ横からはやや離れた所にある。コロナ直後から店舗営業を休止しており、通信販売店舗として使用されている。
かつて御徒町店の二階は資料館となっていて、戦時中に使われた軍服・軍装品の実物や複製品が数多く展示・公開されていた。展示されている資料の横では時間帯によっては販売用の複製品が実際に製作されていることもあり、見学することもできた。現在は倉庫として使用されており、資料展示は非公開となっている。
上記直営店のほか全国にいくつかの提携店があり、中田商店の扱う商品を販売している。

### 提携店
札幌キャプテントム
札幌市中央区南２条西１丁目6-5
ミリタリーショップ　スワット
福岡市早良区荒江２丁目１７−１

## 映像作品への協力
大日本帝国陸軍、大日本帝国海軍の軍服や軍装の複製品、朝鮮人民軍の軍服の複製品を製作したこともあり、数多くのテレビドラマ・映画作品・舞台等で衣装として使用されている。中田忠夫が自ら史料を入手し、時には旧満州などの海外にあった工場に調査に行くこともあった。また、中田商店が1973年に出版した『大日本帝国陸海軍　軍装と装備』という書籍はテレビ、映画、舞台などの作品制作にあたって時代考証には必携のものとなっている。同書は一時期絶版で入手困難になっていたが、2009年5月に復刻され、同社の店頭およびネット通販で購入することができる。また、映像作品に登場する衣装や小道具も中田商店製のものが広く使われている。

### 近年の代表的な協力作品
- 男たちの大和
- 硫黄島からの手紙
- 俺は、君のためにこそ死ににいく
- 沈まぬ太陽
- 硫黄島〜戦場の郵便配達〜
- 真夏のオリオン
- 踊る大捜査線

## 関連文献
- 『歴史群像 No,42 MAY,2000』（学研、2000年5月）148-153頁

中田忠夫のインタビューが掲載されている。同インタビューの中で人生の最大の目標は「この世から戦争をなくすことを訴えるための<<戦争博物館>>の設立」だと述べている。実際、中田商店のカタログでは商品広告のページを削ってまで戦時中の衣料や日用品の写真が掲載されている。
- 『ラジオライフ別冊 裏モノの本』（三才ブックス、1990年10月）100-105頁

戦争博物館のために収集された軍服や無可動実銃、スクラップから再生された戦車や装甲車などの膨大なコレクションが紹介されている。
- COMBAT (コンバットマガジン) 2017年8月号　P4-P9 中田忠夫・小林太三『あの頃を語る』

モデルガンの草創期を語っている。
- Mil Suma No.8 (2016 JAN）P31-P37 ジャングルファティーグを10万着買った男　中田忠夫　東京アメ横中田商店のレジェンド、中田忠夫氏に聞く
- 『各国 軍装 装備品』 中田商店/制作 編集者/中田忠夫 昭和50年9月27日第一刷発売 株式会社白金書房
- 『大日本帝国陸海軍　軍装と装備』明治・大正・昭和 制作/中田忠夫 監修/宇都宮直賢・寺田近雄・山本親雄　株式会社潮書房
- 『大日本帝国陸海軍　軍装と装備』明治・大正・昭和 2 制作・監修/中田忠夫 発行/株式会社池宮商会